# Pain et Chocolat
Pour plus de détails, voir Fiche technique et Distribution.
Pain et Chocolat (Pane e cioccolata) est un film italien réalisé par Franco Brusati, sorti en 1974.

## Synopsis
Pain et Chocolat raconte l'histoire d'un migrant italien en Suisse qui est, selon l'imagination des émigrés, un pays riche et hospitalier, où il est possible de faire fortune car il y a du travail en abondance pour tout le monde.
Mais la réalité est différente : les immigrés trouvent du travail mais il s'agit presque tout le temps d'emploi dur où la concurrence est rude parmi les différentes nationalités.
Nino Garofalo y a un travail correct comme serveur de restaurant avec un contrat à durée déterminée. Dénoncé après avoir été surpris à uriner en plein air, il perd son titre de séjour et est forcé de vivre dans la clandestinité. Il se fait héberger d'abord par Elena, une Grecque, puis fait la connaissance d'un compatriote, industriel réfugié en Suisse à cause de problèmes fiscaux. Celui-ci s'occupe de lui mais, au bord de la faillite, il dépense ses dernières économies et se suicide. Il ne reste plus à Nino qu'à rejoindre un groupe de clandestins italiens qui dorment dans un élevage de poules qu'ils doivent tuer et plumer pour survivre.
Émerveillé par la vision d'un groupe de jeunes Suisses blonds et propres, il décide de se teindre les cheveux et de sortir de cet état abrutissant en se fondant au milieu d'eux. Arrivé dans un bar où l'on retransmet à la TV un match de football opposant l'équipe de Suède à la Squadra Azzurra,, lors de la coupe du monde 1970, il se fait néanmoins remarquer par son patriotisme et il est arrêté en tant que clandestin par la police qui lui ordonne de quitter le pays. Nino monte dans le train, mais une fois au milieu de compatriotes bruyants il change d'avis, tire un signal d'alarme et descend du wagon dans un tunnel.

## Fiche technique
- Titre : Pain et Chocolat
- Titre original : Pane e cioccolata
- Réalisation : Franco Brusati
- Scénario : Franco Brusati, Iaia Fiastri, Nino Manfredi
- Musique : Daniele Patucchi
- Musique additionnelle : Concerto pour Clarinette de Wolfgang Amadeus Mozart et Hector Berlioz
- Affiche italienne : Mos (Mario De Berardinis)
- Producteur : Maurizio Lodi-Fè
- Producteur exécutif : Turi Vasile
- Production : Verona Produzione
- Pays d'origine :  Italie
- Format :1.85
- Genre : comédie dramatique
- Durée : 111 minutes
- Date de sortie : 1973  Italie
- Affiche : René Ferracci (France)

## Distribution
- Nino Manfredi : Nino Garofalo (VF : Jacques Deschamps)
- Johnny Dorelli : l'industriel italien
- Anna Karina : Elena
- Paolo Turco : Gianni
- Ugo D'Alessio : le vieil homme
- Fedrico Scrobogna : Grigory
- Giorgio Cerioni : inspecteur de police
- Gianfranco Barra  : le Turc
- Nelide Giammarco : la blonde
- Tano Cimarosa  : Giacomo

## Récompenses
- David di Donatello européen 1974, pour la mise en scène
- David di Donatello du meilleur acteur 1974 pour l'interprétation
- Ruban d'argent pour le meilleur sujet
- Grolla d'oro 1974 du meilleur acteur (it)
- Ours d'argent 1974 pour Franco Brusati[3]
- Prix de l'Office catholique du cinéma
- 1er prix du festival international du film de Belgrade 1974